# Museo de Arte Contemporáneo de Hiroshima

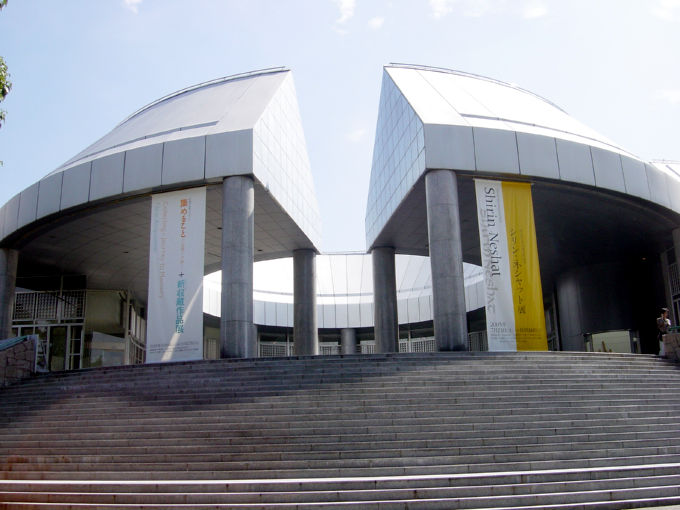
Vista del museo

El Museo de Arte Contemporáneo de Hiroshima es el primer museo de arte público de Japón dedicado exclusivamente al arte contemporáneo.[cita requerida]
Se ubica en la ciudad de Hiroshima, específicamente en el parque Hijiyama, desde donde los visitantes pueden disfrutar de una grandiosa vista de la ciudad y sus jardines de cerezos. El edificio, construido en 1988-1989 según un proyecto de Kishō Kurokawa, presenta un estilo ecléctico que combina elementos arquitectónicos de diversas áreas del mundo, como una columnata, un ágora griega y una singular estructura que remite a los kuros japoneses o casas de almacenamiento. La colección del museo conserva una política de adquisiciones que busca abarcar todas las esferas del arte, desde la arquitectura hasta el diseño. Así mismo, el museo busca presentar al público exhibiciones temporales que acerquen a los visitantes con las diferentes expresiones del Arte Contemporáneo como el performance y la videoinstalación. El museo busca también adquirir y preservar colecciones mediáticas y bibliográficas que apoyen a la investigación y al conocimiento del arte actual. El Centro de Investigación lleva a cabo importantes proyectos enfocados en el conocimiento de las diversas expresiones artísticas no solo del arte moderno, sino también de otros movimientos artísticos del continente y el globo.
- Datos: Q93425
- Multimedia: Hiroshima City Museum of Contemporary Art / Q93425